# 15至18世紀的物質文明、經濟和資本主義

第一卷：日常生活的结构

《15至18世紀的物質文明、經濟和資本主義》（法语：Civilisation materielle, économie et capitalisme: XVe-XVIIIe siècle）是法國著名史學家，年鑑學派第二代代表人物布勞岱爾的一本重要歷史著作。

## 概述
1952年，年鉴学派创始人之一，歷史學家費弗爾希望與布勞岱爾合寫一部15世紀到18世紀的世界史，他負責精神文明部分，而布勞岱爾撰寫物質文明部分，但費弗爾於1956年逝世，未能完成精神文明部分，而布勞岱爾則努力完成了物質文明部分即本書，于1979年出版，共三冊。

## 內容大要
本書分為三冊：
- 第一冊《日常生活的結構：可能與不可能》：探討並比較15－18世紀這四百年之間，全世界各個地區的人口、食、衣、住、行、能源、器物、技術、貨幣、城市等等與日常生活最直接相關的事物，從副標題「可能與不可能」，可看出作者講述了這些基本的物質世界是進一步討論其他經濟問題的基礎，基於此，有些經濟的發展是可能但不一定發生的，但也有很多經濟的發展方向是受這個結構的限制而不可能發生的。

- 第二冊《形形色色的交換》：基於上一冊物質世界的基礎，作者開始討論比較資本主義發達之前，世界各地區的地區商業、各種層次類型的市場、地區之間的貿易關係。此外，並探討和比較前近代時期，世界各地的資本、資本家、資本家精神、企業以及手工業生產、社會結構、國家對經濟的介入等等，這些可能與後來資本主義相關的種種因素。

- 第三冊相較於前兩冊都是講述一個長時段中的靜態結構，本冊開始講述一個線形的發展過程，也就是資本主義經濟，如何一步步在西方發展起來並影響全世界。他指出資本主義的發展，由早期的單一城市為中心，在數百年間，世界經濟的中心，從威尼斯、安特衛普、熱那亞、阿姆斯特丹，到轉向由整個民族國家為發展重心，亦即轉向英國倫敦，分析各個城市先後興起的背景過程，並探討歐洲以外的地區，面對歐洲資本主義經濟向外擴張時，彼此的互相影響作用。以及工業革命對於資本主義發展的影響。

## 史學上的特色及重要性
本書除了展現了作者的豐富學識，廣闊的視野以及運用了令人惊叹的各種豐富資料之外，其基本結構是年鑑學派所重視的長時段發展，以及重視經濟社會結構的看法。
他選擇了長達400年之久的時段作為研究對象，即認為這樣長的時段作為一個整體有其意義。雖然在三冊的許多討論中，可以看到這長時段的經濟發展之中，有許多線型的經濟發展，也有許多週期性經濟變化，但一個基本的物質生活和交換經濟的結構卻是延續的。
不同於他另一部重要著作《菲利浦二世時代的地中海和地中海世界》是用地理、社會經濟、政治軍事三個層次來作討論，本書整全本都是以經濟為主的討論，但他仍然側很重視清楚分明的結構層次：物質生活在最底層、一般商業經濟在第二層、資本主義式經濟在最頂層。雖然資本主義的戲劇性發展更令人注目，但作者更重視的卻是，資本主義是如何在第一層和第二層的基礎上發展起來的。
關於整體對於資本主義的看法上，他與馬克思有不同的看法，相較於馬克思認為資本主義有一發展的特定過程以及特定地域，他認為資本主義是一個多種形式的混合體，是世界各地經濟較地區地區的經濟特色所組成的，早在英國工業革命之前數個世紀就逐漸形成，從地中海地區開始尤其是城市發展、變動、起落。

## 译本
中譯本
- 簡體版：顧良、施康強譯，北京：三聯書店，1993。
- 繁體版：顧良、施康強譯，台北：貓頭鷹出版社，1999。
- 简体版：顾良、施康强译，北京：商务印书馆，2017。